# 香岭15号民居
香岭15号民居，是位于福建省福州市罗源县霍口畲族乡香岭村15号的一个清代古建筑，2020年入选第七批罗源县文物保护单位。
香岭15号民居为清朝中期建筑，坐东南朝西北，建筑面积321.36平方米，穿斗式木结构，悬山顶，二进式建筑，天井左右为厢房、主座，厅堂两侧有次间、小弄和楼梯、梢间，小弄尾两侧围墙开小门。